# فهرست وام‌واژه‌های فارسی در ترکی استانبولی

نمودار وام‌واژه‌ها در زبان ترکی استانبولی

بیش از  ۱۳۷۴ ( تعداد ) وام‌واژه زبان فارسی در زبان ترکی استانبولی وجود دارد که شمار و تعداد این وام‌واژه‌ها در زبان ترکی عثمانی بیشتر از تعداد کنونی است. پس از سیاست‌های زبانی مصطفی کمال آتاترک که از سال ۱۹۲۳ آغاز شد، تلاش بر این شد که برخی از وام واژگان فارسی و زبان‌های دیگر با کلماتی  نو ساخته شده ترکی جایگزین شود. هم‌اکنون نیز این وام‌واژه‌های فارسی در ترکی بسیار بیشتر از اطلاعات اینجاست و بسیاری تحریف معنایی، تحریف آوایی، و هم تحریف آوایی و هم معنایی با یکدیگر شده‌اند، مانند اینکه به آب نبات می‌گویند شکر. نمونه دیگر از تحریف آوایی و معنایی واژگان زبان فارسی در ترکی، واژه فارسی بیمارستان است که در ترکی خسته خانه می‌گویند. خود اینها باز هم دو واژه دیگر از زبان فارسی هستند و ریشه در زبان اوستایی زبان پهلوی دارند که بن مایه زبان فارسی نو در دوره کنونی است. بسیاری از این وام‌واژه‌ها در سایر زبان‌ها از جمله آذربایجانی، ازبکی، ترکمنی و قزاقی نیز رایج هستند. به نقل از  زبان‌شناس؛ رفعت یالچین فارغ‌التحصیل ادبیات فارسی و استاد بازنشسته درس‌های عثمانی بسیاری از واژه‌های ترکی از زبان فارسی گرفته شده است. در سال (۱۳۹۶) یک زبان‌شناس دیگر به نام پروفسور ایلبر اورتایلی عضو هیئت علمی دانشگاه گالاتاسرای ترکیه در نشست «جایگاه استانبول در تاریخ جهان» در نمایشگاه کتاب گفت: " ۴۰ " درصد از واژگان ترکی از زبان فارسی برگرفته شده است که در وبگاه باشگاه خبرنگاران دانشجویی ایران که در اینجا پیوند شده است می‌توانید این نشست را ببینید.
همچنین گفتگوی چهره به چهره با ایشان به این نشانی پیوند شده در دسترس استدر سال ۱۴۰۲ نیز، به گفتهٔ سرپرست بنیاد زبان ترک، عثمان مرت، زبان ترکی از زبان فارسی بسیار برهمکنش و تأثیر پذیرفته، و حتی ریشهٔ بسیاری از واژگان ترکی، از زبان فارسی است.
فهرست شمارش واژگان و نموداری را در اینجا می‌توانید ببینید که برای سال ۲۰۰۵ میلادی است و نیازمند به‌روزرسانی از وبگاه انجمن زبان ترکی است، زیرا با نگاه به گفته‌های زبان‌شناس رفعت یالچین درسال ۲۰۱۵/۱۳۹۴ و زبان‌شناس پروفسور ایلبر اورتایلی درسال ۲۰۱۷/۱۳۹۶ و افزون بر آن، گفته‌های سرپرست بنیاد زبان ترک در سال ۲۰۲۳/۱۴۰۲ عثمان مرت در اینکه زبان ترکی در بیشتر موارد از زبان فارسی تأثیر پذیرفته و ریشهٔ بسیاری از واژگان ترکی از زبان فارسی گرفته شده است، پس از این روی به سبب پیچیدگی دانش زبان‌شناسی و نخستین باری که به وسیلهٔ انجمن زبان ترکی وام‌واژگان زبان‌های گوناگون در ترکی شمارش شده بود، به نظر می‌رسد دارای اشتباهات فراوان و لغزش‌های بسیار زیادی در ریشه‌یابی واژگان به وسیلهٔ وبگاه انجمن زبان ترکی انجام گرفته است.
تا سال ۲۰۱۷ میلادی پیش از چاپ کتابی به نام مطالعات عثمانی نوشتهٔ تاریخدان و زبان‌شناس برجسته پرفسور ایلبر اورتایلی، که حاصل سال‌ها پژوهش وی در زبان‌شناسی و جستجوی تاریخ است، گمان می‌رفت که تنها ۱۳۷۴ واژه با ریشهٔ فارسی در ترکی موجود است، ولی با پشتوانه و تکیه به گفته‌های زبان‌شناس پروفسور ایلبر اورتایلی، که برجسته‌ترین زبان‌شناس و تاریخدان ترکیه است، در سال ۲۰۱۷ میلادی گفت که "۴۰" درصد از واژگان ترکی با زبان فارسی مشترک است.۴۰ درصد از واژگان زبان ترکی با زبان فارسی مشترک هستند.
پس برآیند بر آن شد که شمارِ واژگان فارسی در ترکی بسیار بیشتر از ۱۳۷۴ واژه است که انجمن زبان ترکی در سال ۲۰۰۵ میلادی برآورد کرده بود و در آغاز متنِ این نوشتار اشاره شد. هم‌اکنون کتاب مطالعات عثمانی نوشتهٔ پروفسور ایلبر اورتایلی در وبگاه آکادمیا در دسترس است. در ترکی گهگاه با افزودن پسوندها و پیشوندهای فارسی به همان واژگان زبان فارسی در ترکی و همچنین دادنِ پسوندها و پیشوندهای فارسی به واژگان عربی در ترکی واژگانی تازه ساخته می‌شود. به هر روی، در سال ۲۰۰۵ میلادی وبگاه انجمن زبان ترکی تا جایی که دانش بر آن داشتند، تک‌به‌تک واژگان بیگانه در ترکی را شمارش کرده و فهرستی را در وبگاه انجمن زبان ترکی در دسترس همگان گذاشته بود، که بر پایه‌ی این فهرست به‌جز ۱۳۷۴ واژه از زبان فارسی در ترکی،

۶۴۶۳ واژه با ریشهٔ عربی

۴۹۷۴ واژه با ریشهٔ فرانسوی

۱۳۷۴ واژه با ریشهٔ فارسی

۶۳۲ واژه با ریشهٔ ایتالیایی

۵۳۸ واژه با ریشهٔ انگلیسی

۴۱۳ واژه با ریشهٔ یونانی

۱۴۷ واژه با ریشهٔ لاتین

۸۵ واژه با ریشهٔ آلمانی

۵۰ واژه با ریشهٔ روسی

۳۶ واژه با ریشهٔ اسپانیایی

۲۴ واژه با ریشهٔ اسلاوی

۲۳ واژه با ریشهٔ ارمنی

۱۹ واژه با ریشهٔ مجارستانی

۱۴ واژه با ریشهٔ رومی

۱۳ واژه با ریشهٔ مغولی

۹ واژه با ریشهٔ عبری (اسرائیلی)

۸ واژه با ریشهٔ بلغاری

۷ واژه با ریشهٔ ژاپنی

۴ واژه با ریشهٔ پرتغالی

۲ واژه با ریشهٔ نروژی

۱ واژه با ریشهٔ کُره‌ای

۱ واژه با ریشهٔ آلبانیایی

۱ واژه با ریشهٔ سغدی

در ترکی وجود دارد.
شمارش واژگان به وسیلهٔ وبگاه انجمن زبان ترکی در سال ۲۰۰۵ میلادی انجام شده است و فهرست آن در وبگاه انجمن زبان ترکی در دسترس است. برای دیدن فهرست با این نشانی پیوندشده به وبگاه آنها بروید.

## حروف ربط
- و (با صدای O)[۱۰]

## قیدها
- هیچ[۱۱]
- هر[۱۲]
- همیشه (ترکی آذربایجانی)

## فهرست وام‌واژه‌های زبان فارسی در ترکی همراه با حروف ربط، پیشوندها، پسوندها و اسم‌های عام
- و (با صدای O)[۱۳][۱۴][۱۵]

## حروف ربط
- یا[۱۶]
- و یا[۱۷]
- اگر[۱۸]
- گرچه (Gerçi)[۱۹]
- مگر[۲۰]
- چونکه[۲۱]
- بلکه[۲۲]
- که[۲۳]
- هم[۲۴]
- همچنین (Həmçinin در ترکی آذربایجانی)

## پیشوندها
- بی
- هم[۲۵]
- نا[۲۶]

## پسوندها
- چه (ça)
- باز (در واژگانی مانند Sihirbaz به معنی تردست)
- دان (در واژگانی مانند Cüzdan به معنی کیف پول؛ برگرفته از «جزوه‌دان»)
- ی (در واژگانی مانند Turuncu به معنی ترنجی/ به رنگ ترنج)
- کار (در واژگانی مانند Fedakâr به معنی فداکار)
- پرست (در واژگانی مانند Hayalperest به معنی خیال‌پرداز، خیال‌پرست)
- ستان
- خانه (در واژگان بسیاری استفاده شده است، مانند eczane, çamaşırhane, bimarhane, şeşhane و نمونه‌های فراوانِ دیگر)

## اسم‌های عام

### آ
- آبدست (abdest)
- آبدست‌خانه (abdesthane)
- آتش (تب) (ateş)
- آتش‌باز (ateşbaz)
- آرسنیک[۲۷]
- آزاد (azat)[۲۸]
- آسایش (asayiş)
- آستر (astar)[۲۹]
- آسوده (asude)[۳۰]
- آشفته (aşifte)
- آشنا (aşina)[۳۱]
- آفتاب (afitap)
- آلوچه (alıç)[۳۲]
- آونگ (hevenk)[۳۳]
- آویزه (avize)[۳۴]
- آهسته (aheste)
- آهنگ (ahenk)
- آهنگین (ahenkli)
- آینه (ayna)[۳۵]
- ابریشم (ibrişim)[۳۶]
- اجزاخانه (eczane)[۳۷]
- ادعانامه (iddianame)
- ارابه
- ارغوان (erguvan)[۳۸]
- اره (دست‌اره: testere)
- ازبر (ezber)[۳۹]
- ازجمله (ezcümle)
- اژدر (در ترکی ازبکی)
- اژدها/ اژدرها (ejderha)
- استاد (üstad)[۴۰]
- استوانه (üstüvane)
- افسانه[۴۱]
- افسون (efsun)
- الماس (elmas)
- امرود (گلابی)[۴۲]
- امرودیه (armudiye)
- امید[۴۳]
- انار[۴۴]
- انبار (ambar)
- انجام (encam)[۴۵]
- انجیر[۴۶]
- اندازه[۴۷]
- اندبند (entbent)[۴۸]
- اندیشه (endişe)
- ایواه/ای وای(eyvah)[۴۹]

### ب
- باج (baç)
- بادآور/ بادآورده (bedava)[۵۰]
- بادام[۵۱]
- بادجاه (baca/ پاجا)[۵۲]
- بادنجان[۵۳]
- بازار (pazar)
- بازرگان (bezirgân)
- بازو (bazu)
- باغ
- باغچه (bahçe)
- باغچه‌بان (bahçıvan)
- بایرام[۵۴]
- به‌جای (becayiş)[۵۵]
- بخشش (bahşiş)
- به‌خصوص (bahusus)[۵۶]
- بدبخت (bedbaht)
- بدتر (beter)
- بدرنگ (bedrenk)
- برزخ (berzah)[۵۷]
- برطرف (bertaraf)
- برمعتاد[۵۸]
- برنج (pirinç)
- بریان[۵۹]
- بزستان/ بزّازستان (bedesten)
- بندگشا (menteşe),[۶۰] لولا، مفصل
- بنفشه (menekşe)[۶۱]
- به همه حال (behemehal)[۶۲]
- بهار (bahar)
- بهانه (bahane)[۶۳]
- بهره[۶۴]
- بیابان (yaban)
- بیتاب[۶۵]
- بیگ[۶۶]
- بیگانه[۶۷]
- بیمارخانه[۵۹]
- بی‌قرار (bikarar)
- بی‌کس[۶۸]
- بی‌نماز (beynamaz)

### پ
- پاپوش (pabuç)
- پاچه (bacak)[۶۹]
- پادزهر (panzehir)[۷۰]
- پارا (para)[۷۱]
- پارسنگ (pelesenk)[۷۲]
- پاسبان (pazvant)[۷۳]
- پاستانه (pastane)، به معنی قنادی؛ صرفاً جزء دوم اسم (ane) که از خانهٔ فارسی گرفته شده
- پاینده (payanda به معنی نگه‌دارنده و ایستا)
- پاییز
- پخته (pıhtı)
- پراکنده (perakende)
- پرچین (perçin)
- پرداخت (perdah)
- پرده (perde)
- پرگار (pergel)
- پریشان (perişan)
- پژمرده (pejmürde)
- پست (پایین) (pes)[۷۴]
- پست‌پایه (pespaye)
- پستانکارانی (pestenkerani)[۷۵]
- پشمینه (pişmaniye)
- پشیمان (pişman)
- پمبک (pamuk)
- پنج‌شنبه[۷۶]
- پنجه (pençe)[۷۷]
- پنهان (pinhan)[۷۸]
- پنیر[۷۹]
- پوته (pota)
- پول (pul)[۸۰]
- پهلوان (pehlivan)[۸۱]
- پیش‌کش (peşkeş)[۸۲]
- پیشرو (peşrev)
- پیشین (peşin)
- پیغمبر (peygamber)

### ت
- تابک (tabak)
- تاج (taç)
- تارومار (tarumar)
- تاوه/تابه (tava)
- تباشیر (tebeşir)
- تبر (teber)
- تخت روال - الاکلنگ (tahterevalli)
- تخته (tahta)[۸۳]
- تخم (tohum)
- ترازو (terazi)
- تراش (tıraş)
- ترب/تربچه[۸۴]
- ترسا (tersa)[۸۵]
- ترشی (در ترکی آذزبایجانی به معنی اسید: turşu)
- ترنج (turunç)
- ترنجی (turuncu)
- تریاکی (tiryaki)
- تریت/ترید/تلیت (tirit)[۸۶]
- تفنگ (tüfəng و tüfek)[۸۷]
- تنبل (tembel)
- تنجیره/تنگیره (tencere)[۸۸]
- توت (dut)
- تیرکش (tirkeş)

### ج
- جادو (cadı)
- جاده (cadde)
- جام (cam) در ترکی استانبولی به معنای شیشه
- جامه‌شور (çamaşır) به معنی رخت چرک
- جامه‌شورخانه (çamaşırhane)
- جان (can)
- جان خراش (canhıraş)
- جاندار/زنده (canli)
- جانور (canavar)
- جبخانه (cephane)[۸۹]
- جزءدان (cüzdan)
- جگر (ciğer)
- جوان (civan)
- جوانک (civelek)[۹۰]
- جوانمرد (civanmert)
- جوجه (cüce)
- جوز (ceviz)، قوز، گردو[۹۱]
- جوهر/گوهر (cevher)
- جهازگیر[۹۲]
- جهان‌گیر (cihangir)
- جهان‌نما (cihannüma)
- جیوه (cıva)

### چ
- چابک (çabuk)
- چادر شب (çarşaf)[۹۳] به معنی ملحفه
- چارچوب (çerçeve)
- چارسو (çarşı)
- چارک (çeyrek)
- چارمیخ (çarmıh)
- چاره (çare)
- چالاک (çalak)
- چانه (çene)
- چایخانه (çayhane)
- چپ راست (çapraz)
- چرخ (çark)
- چرک‌آب (çirkef)
- چرکین (çirkin) به معنی زشت
- چشم بلبل (çeşmibülbül)
- چشمه (çeşme)
- چشیده (çeşit)[۹۴]
- چغندر (çükündür)[۹۵]
- چکش (çekiç)[۹۶]
- چلته (چهل تا، تشک) (şilte)[۹۷]
- چلنگر (çilingir)
- چنار (çınar)
- چنبر/چپر (çeper)[۹۸]
- چنته (çanta)[۹۹] به معنی توشه‌دان، کیف
- چندگانه (çingene)[۱۰۰]
- چنگ، چنگال (çengel) (çəngəl)[۱۰۱]
- چنگی (çengi)[۱۰۲]
- چوب (cop): به معنی باتوم
- چوپان (çoban)
- چوگان (çevgan)[۱۰۳]
- چهارشنبه[۱۰۴]
- چهره (çehre)
- چهره‌ای (çəhrayı): به معنی رنگ چهره‌ای

### ح
- حقارت‌آمیز (hakaretamiz)
- حکمدار (hükümdar)
- حکمران (hükümran)
- حمد و ثنا (hamdüsena)[۱۰۵][۱۰۶]

### د
- دار (darağacı)[۱۱۶]
- دارچین (tarçın)
- دارفلفل (darülfülfül)
- داستان (destan)
- داماد (damat)[۱۱۷]
- دانه (tane)[۱۱۸]
- در عهده (deruhte)
- درحال (derhal)[۱۱۹]
- درد (dert)[۱۲۰]
- دردست (derdest)
- درز (derz)[۱۲۱]
- درزی (terzi) به معنی خیاط
- درکنار (derkenar)، پی‌نوشت، حاشیه
- درگاه (dergâh)
- درمان (derman)
- درویش (derviş)[۱۲۲]
- دره (آذربایجانی: dərə)
- دستار (destar)
- دستک (destek) به معنی حمایت
- دستور (destur)
- دستور (düstur)
- دستی (testi)[۱۲۳]
- دست‌اره (testere) به معنی اره
- دشمن[۱۲۴]
- دعاخوان (duahan)[۱۲۵]
- دلخون (dilhun)
- دم (dem)
- دوست[۱۲۶]
- دولاب (dolap)[۱۲۷] به معنی کمد
- دهلیز (dehliz)
- دیباچه (dibace)
- دین
- دیندار
- دیوار (duvar)
- زایشگاه (dogumhane)

### ر
- راهوار (Rahvan)[۱۲۸]
- رشته (Erişte)[۱۲۹]
- رنجبر (Rençber)
- رنگ (renk)[۱۳۰]
- روا (reva)[۱۳۱]
- روزگار (rüzgâr)[۱۳۲] به معنی باد
- روزه (oruc)
- روغنی (revani)[۱۳۳]
- ریچار/ریچال/لیچار (reçel) به معنی مربا

### ز
- زالو (zeli, sülük)
- زره (zırh)
- زعفران[۱۳۴]
- زلف (zülüf)[۱۳۵]
- زمان (zaman)[۱۳۶]
- زنبیل[۱۳۷]
- زنجیر[۱۳۸]
- زندان (zindan)
- زنگی (zenci)
- زولبیا[۱۳۹]
- زن‌باره (zampara)[۱۴۰]
- زهر (zehir)
- زیان[۱۴۱]
- زیبیدی (zibidi)[۱۴۲]
- زیمبا (zimba از سمبه فارسی)[۱۴۳]

### س
- ساختگی‌/قلابی (sahte)
- سایه (saye)
- سبد[۱۴۴]
- سبزه (sebze)
- سپاهی (sipahi)
- ستم (sitem) به معنی شکوه و ملال
- ستون (sütun)[۱۴۵]
- سرا، سرای و به ترکی سارای (saray)[۱۴۶]
- سرخوش (sarhoş) به معنی مست
- سرسام (sersem)
- سرسفیل (sersefil)
- سرکش (serkeş)
- سرگذشت (sergüzeşt)
- سرمایه (sermaye)[۱۴۷]
- سفارش/سپارش (sipariş)
- سلاخ‌خانه (salhane)
- سنگین (zengin) در معنی پولدار
- سوسن (süsen)[۱۴۸]
- سه‌پا (sehpa) در معنی میز عسلی
- سیاه (siyah)
- سیاهی (siyahi) به معنی سیاهپوست
- سیروسفر (seyrüsefer)[۱۴۹][۱۵۰]
- سیمرغ (simurg)[۱۵۱]
- سیمرغ (zümrüdü Anka)

### ش
- شاه (şah)
- شاهزاده (ترکی آذربایجانی: şahzadə، ترکی استانبولی: şehzade)
- شاهنشاه (şehinşah)
- شاهین (şahin)[۱۵۲]
- شاه‌تره (şahtere)
- شاه‌ماران (şahmaran)
- شب/شام (akşam)[۱۵۳]
- شبنم (şebnem)
- شب‌بوی (şebboy)
- شش‌خانه (şeşhane)
- شغال (çakal)[۱۵۴]
- شفتالو (şeftali)[۱۵۵]
- شکرپاره (şekerpare)
- شکررنگ (şekerrenk)
- شکم‌پرور (şikemperver)
- شکنجه (işkence)[۱۵۶]
- شنبه (şənbə)
- شوربا (çorba)[۱۵۷]
- شورک (çorak): شوره‌زار
- شهر (şehir)[۱۵۸]
- شیرپنجه (şirpençe)
- شیشه (şüşə در ترکی آذربایجانی و shisha در ازبکی)

### ض
- ضبط و ربط (zapturapt)[۱۰۵][۱۵۹]
- ضرب‌خانه (ضرابخانه) (darphane)[۱۶۰]

### ط
- طاووس (tavus)

### ع
- عاقل‌دانا (Akıldane)[۱۶۱]
- عسکر (سرباز) (Asker)
- علم و خبر (ilmühaber)[۱۰۵][۱۶۲]
- علی النیزک (alinazik از نیزک فارسی)[۱۶۳]
- عملیات خانه (ameliyathane)
- عنبر (amber)
- عنبربوی (amberbu)

### غ
- غنچه (gonca)[۱۶۴]
- غول بیابانی (gulyabani)[۱۶۵]

### ف
- فداکار (Fedakar)
- فرسنگ/فرسخ (Fersah , Fərsəx)
- فرشته (Feriştah)
- فریاد (feryat)
- فسون (Füsun)
- فنجان (Fincan)[۱۶۶]
- فوطه (Futa)[۱۶۷]
- فهرست (Fihrist)[۱۶۸]
- فیروزه[۱۶۹]

### ق
- از خربزه با تغییر معنا به هندوانه) (karpuz)
- قاطر( از سغدی) (katır)[۱۷۰]
- قالی (halı)
- قپان (kapan)[۱۷۱]
- قرارگاه (karargâh)
- قرمز (kırmızı)[۱۷۲]
- قهرمان (kahraman)

### ک
- karnabahar[۱۷۳]
- کارخانه (kerhane)
- کارگاه (gergef)[۱۷۴]
- کاروان (kervan)[۱۷۵]
- کاسه (kâse)
- کاش (keşke)
- کاشانه (kâşane)
- کاغذ (kâğıt)[۱۷۶]
- کاکل (kâkül)
- کانجیک/قانجوخ (فارسی میانه kanīçag) (kancık)[۱۷۷]
- کتابخانه (kütüphane)
- کتیرا (kitre)
- کچل (keçəl) رایج در ترکی آذربایجانی
- کرگدن (gergedan)
- کرفس (kereviz)
- کشک (keş)[۱۷۸]
- کشکول (keşkül)
- کشمکش (keşmekeş)
- کشیده (keşide)
- کفچه (kepçe)[۱۷۹]
- کل (kel)
- کلبچه (kelepçe)
- کلبه (kulübe)
- کلچه/گلیچه (külçe)[۱۸۰]
- کلید (kilit)[۱۸۱][۱۸۲]
- کمان (keman) به معنی ویولن
- کمانچه (kemençe)
- کمانکش (kemankeş)
- کمند (kement)[۱۸۳]
- کنار (در eşkenar)
- کنت (از «کَند» و «کَنت» به معنی شهر، از سُغدی)[۱۸۴]
- کنجد (در ترکی آذربایجانی)
- کور (kör)
- کوشک (köşk)
- کوفته (köfte)
- کهربا (kehribar)
- کهنه (köhne)

### گ
- گاومیش (camiz)[۱۸۵]
- گپ زن (geveze)[۱۸۶]
- گذرگاه (güzergâh)
- گردکان، گیردکان. رایج در ترکی آذربایجانی و به معنی گردو است.
- گروه (güruh)
- گستاخ (küstah)
- گل ماهی (در ازبکی gulmoyi)
- گل[۱۸۷]
- گلاب[۱۸۸]
- گلابدان
- گلیم/کلیم (kilim)
- گمراه (gümrah)
- گمرک gümrük
- گناه[۱۸۹]
- گنبد
- گوشه (köşe)
- گوگرد (kükürt)[۱۹۰]
- گوله (gülle)[۱۹۱]
- گوناگون (gûnagûn)[۱۹۲]

### ل
- لاله (lale)
- لک‌لک (leylek)
- لوله (lüle)
- لوند (levent)[۱۹۳]
- لیمو (limon)

### م
- ماله (Mala)
- مانند (Menent)[۱۹۴]
- مرجمک (عدس)[۱۹۵]
- مرد، مرت (Mert)[۱۹۶]
- مرهم (merhem)[۱۹۷]
- مزه (Meze)
- مژده (Müjde, Muştu)، در ترکی آذربایجانی هم واژهٔ مشتلق از «مژده» ی فارسی + پسوند «لق» ترکی ساخته شده است.
- مس (mis)
- مشته (muşta به معنی پنجه‌بکس)
- مشکل‌پسند (Müşkülpesent)
- موز (muz)[۱۹۸]
- مهتر (Mehter)
- مهر (mühür)
- مهره (mühre)
- مهماندار (Mihmandar)[۱۹۹]
- می[۲۰۰]
- میخ (mih)[۲۰۱]
- میخانه
- میدان[۲۰۲]
- میرآخور (imrahor)[۲۰۳]
- میوه (meyve)

### ن
- نابود (nabüd)[۲۰۴]
- ناچار (naçar)[۲۰۵]
- ناچخ (nacak)[۲۰۶]
- ناچیز (naçiz)[۲۰۷]
- ناحق (nahak)
- ناخوش (nahoş)
- نارین (narin)
- نام (nom)[۲۰۸] رایج در ترکی ازبکی
- نامتناهی (namütenahi)[۲۰۹]
- نامحرم (namahrem)
- نامرد (namert)
- نامزد (namzet)
- نخود (در ترکی آذربایجانی)(noxud)
- نردبان (merdiven)[۲۱۰]
- نشادر (nişadır)
- نشانه (nişane)
- نعلچه (nalça)[۲۱۱]
- نگار (nigâr)
- نماز (namaz)
- نوروز[۲۱۲]
- نوظهور (nevzuhur)
- نهالی
- نهان (nihan)[۲۱۳]
- نیمتنه (mintan)[۲۱۴]

### ه
- هاله (hale)[۲۱۵]
- هرکس (herkes) در معنی همه
- هزارفن (hezarfen)
- هفته (hafta)[۲۱۶] رایج در همه زبان‌های ترکی (آذربایجانی، ازبکی، قزاقی و ترکمنی)[۲۱۷]
- همشهر (hemşehri)
- همشیره (hemşire)[۲۱۸] به معنی پرستار
- همفکر (hemfikir)[۲۱۹]
- هم‌حال (hemhal)[۲۲۰]
- هند (Hint)[۲۲۱]
- هندسه (hendese)
- هنر (hüner)
- هویج (havuç)
- هیرواتستان/هیروات/کرواسی (Hırvatistan)
- هیکل‌تراش (heykeltraş)

### ی
- یا خود (yahut/yaxud)
- یادگار (Yadigâr)
- یخنی (Yahni)[۲۲۲]
- یکپاره (yekpare)
- یکشنبه (Yakshanba)[۲۲۳] رایج در ترکی ازبکی

## نام‌های خاص

### آ
- Asuman - آسمان
- Arzu - آرزو
- Agah - آگاه
- Arash - آرش
- Avi - آبی
- Aşina - آشنا
- Ahu - آهو
- Ahter - اختر
- Afitab - آفتاب
- Azad , Azat - آزاد
- Ateş , Ates - آتش
- Ejder - اژدر
- Efruz - افروز
- Ercüment - ارجمند
- Elmas - الماس (پهلوی almas)
- Ümit - امید - م / Umut - امید[نیازمند منبع]

### ب
- Bihter - بهتر
- Berna - برنا
- Bahtiyar - بختیار
- Berfu - برف
- Beha - بها
- Bülent - بلند
- Behram - بهرام
- Babür - ببر
- Bahar - بهار
- Banu - بانو
- Baran - باران

### پ
- Polat - پولاد
- Pervin - پروین
- Pertev - پرتو
- Pakize - پاکیزه
- Pehlivan - پهلوان
- Piruz - پیروز
- Peri - پری
- Perran - پران (پریدن)

### ت
- Taze - تازه

### ج
- Cihan - جهان
- Can - جان
- Cihangir - جهانگیر
- Cenk - جنگ
- Civan - جوان
- Cavit - جاوید
- Cem - جَم
- Cavidan - جاویدان
- Canan - جانان

### چ
- Çinar - چنار
- Çimen - چمن
- Çeşman - چشمان

### خ
- Hazan - خزان
- Hurşit - خورشید
- Hürmüz - هرمز
- Hüsrev - خسرو
- Hürrem - خرّم

### د
- دل‌آرا(Dilara)
- Didem - دیده
- Derya - دریا
- Dilaver - دلاور
- Dilşad - دلشاد
- Dilruba - دل‌ربا
- Dürdane - دردانه
- Derviş - درویش (اوستایی / driwi پهلوی driyush)
- Deryace - دریاچه
- Dibace - دیباچه
- Didar - دیدار
- Dildade - دل‌داده
- Duhter - دختر
- Dervışe - درویشه
- Destan - دستان یا داستان
- Deste - دسته

### ر
- Rengin - رنگین
- Rüstem - رستم
- Rüşen - روشن
- Rahşan - رخشان
- Ruhsar - رخسار

### ز
- Zerdali - زردآلو
- Zerrin - زرین

### ژ
- Jülide - ژولیده
- Jale - ژاله

### س
```
Sahte
```

- Suzan - سوزان
- Simten - سیمتن
- Serap - سراب
- Serdar - سردار
- Sim - سیم (نقره)
- Serbülent - سربلند

### ش
- Şahin - شاهین
- Şehzade - شهزاده
- Şirin - شیرین
- Şebnem - شبنم
- Şadan - شادان
- Şehrazad - شهرزاد
- Şahnaz , Şehnaz - شهناز
- Şehsuvar - شهسوار
- Şadi - شادی

### غ
- Gonca - غنچه

### ف
- فیروزه (Firuze)
- Feridun - فریدون
- Fusun - فسون
- Ferhat - فرهاد
- Ferzane - فرزانه
- Füruzan - فروزان
- Firdevs - فردوس
- Ferda - فردا (آینده)

### ق
- Kahraman - قهرمان، کهرمان

### ک
- کاکل(Kâkül)
- Kamuran , kamran - کامران - م، ز
- Kent - کند (شهر)
- Kardide - کاردیده

### گ
- Güher - گوهر
- Gül - گل
- Gülbahar - گلبهار
- Gülberk - گلبرگ
- Güldem - گلدم
- Güldeste - گلدسته
- Gülfem - گل‌فام
- Gülgün - گلگون
- Gülistan - گلستان
- Gülizar - گلزار
- Gülnaz - گلناز
- Gülriz - گلریز
- Gülten - گل‌تن
- Gülçin - گلچین
- Gülşen - گلشن
- Güzide - گزیده
- Güzin - گزین

### ل
- Lale - لاله
- Lalegün - لاله گون

### م
- Mehtap - مهتاب
- Mehpare - مهپاره
- Mine - مینا
- Mihriban - مهربان
- Mehveç - مهوش
- Mehr - مهر (خورشید)
- Müjde - مژده
- Mestan - مستا
- Müjdat - مژده
- Mert - مرد

### ن
- Nihan - نهان[۲۱۳]
- Nigar - نگار
- Nermin - نرمین
- Nevin - نوین
- Nevcivan - نوجوان
- Nazan - نازان
- Nadide - نادیده
- Naz - ناز
- Nilüfer - نیلوفر
- Nihal - نهال
- Neriman - نریمان
- Nergis - نرگس (پهلوی narkis)

### ه
- Hüner - هنر

### ی
- Yekta - یکتا
- Yaren - یار